# Pingami
Pingami (en malabar: പിൻഗാമി, lit. 'The successor') es una película de suspenso de acción en malabar de la india de 1994 dirigida por Sathyan Anthikkad y escrita por Reghunath Paleri basada en su propio cuento Kumarettan Parayaatha Kadha. Fue producido por Mohanlal a través de la compañía Pranavam Arts, y lo protagoniza él mismo junto con Puneet Issar, Jagathy Sreekumar, Thilakan, Innocent, Kanaka, Sukumaran, Janardhanan y Oduvil Unnikrishnan.en papeles secundarios. La música fue compuesta por Johnson.
La película sigue al Capitán Vijay, quien forma un estrecho vínculo con Kumaran, un hombre gravemente herido. Sin embargo, cuando muere, Vijay decide investigar la causa de su muerte. La película se estrenó el 27 de mayo de 1994 y fue un éxito promedio en la taquilla. En una revisión retrospectiva en 2019, Kerala Kaumudi describió a Pingami como la película más subestimada del cine malabar. y, a lo largo de los años, la película ha alcanzado un seguimiento de culto.

## Argumento
El Capitán Vijay Menon es un oficial del ejército huérfano que regresa en su licencia anual para quedarse con su tía y su tío maternos, quienes lo criaron a él y a su hermana menor después de la prematura muerte de sus padres y su hermana menor. Un día, Vijay ve a un trabajador social llamado Kumaran tirado en el camino después de un accidente y gimiendo pidiendo ayuda. Lleva a Kumaran a un hospital pero no puede salvarle la vida. Vijay descubre que el accidente de Kumaran fue en realidad un asesinato planeado previamente. Con la ayuda de su amiga Kutti Hassan, emprende un camino para descubrir el misterio detrás del asesinato y, en medio, descubre los eslabones perdidos de su propia vida.
Se revela que Kumaran fue asesinado por las mismas personas que mataron al padre de Vijay, un oficial honesto del IFS que detuvo el contrabando de madera. El asesinato del padre de Vijay fue presenciado por Kumaran, quien trató de encontrar justicia para la familia de Vijay. Esta revelación lleva a Vijay a buscar vengarse de los asesinos de su padre a su manera y, al mismo tiempo, se enamora de la hija de Kumaran, Sridevi. A través del diario de Kumaran y sus propias investigaciones, Vijay descubre que su madre y su hermana no están muertas, ya que Kumaran las rescató y admitió a su hermana y su madre en un hogar de caridad donde las visitaba regularmente. Vijay puede reunirse con su familia y termina con éxito la misión de Kumaran y su misión por la justicia.

## Reparto
- Mohanlal como el Capitán Vijay Menon, un oficial militar
- Puneet Issar como Edwin Thomas/Achayan ( voz en off del Prof. Aliyar)
- Jagathy Sreekumar como Kutti Hassan
- Innocent como Advocate Iyengar
- Thilakan como Illipanath Narayanan Kumaran/Kumarettan
- Kanaka como Sridevi, la hija de Kumaran
- Sukumaran como George Mathews/George Achayan, un político influyente
- Janardhanan como Retd SP Koshy Varghese
- Devan como el padre de Vijay, un funcionario del gobierno
- Shanthi Krishna como Subhadra, la hermana menor de Menon y la madre de Vijay
- Seetha como Parvathi, la hermana menor de Vijay
- Vinduja Menon como Ganga/Mary/Chinnumol, la hermana menor de Vijay
- Oduvil Unnikrishnan como Menon, tío materno de Vijay
- Meena como la esposa de Menon y la tía de Vijay
- Kuthiravattam Pappu como Achuthan
- Sankaradi como Muthappan
- Mala Aravindan como Velicappadu
- Kunchan como el conductor de automóviles Khader Kutty
- Paravoor Bharathan como abogado
- T. P. Madhavan como editor de periódico
- V. K. Sreeraman como oficial de policía
- Poornam Viswanathan como Varma, oficial de inteligencia de ingresos
- Sadiq como propietario del estudio
- Ottapalam Pappan
- Santhakumari como esposa de Kumarettan y madre de Sridevi
- Meena Ganesh como la madre de Kuttyhasan
- Santha Devi como Madre Superiora
- Abu Salim como Muthu
- Bindu Varappuzha como Rukhiya
- Antony Perumbavoor como Conductor de coche Devasikutty

## Producción
Pingami se basó en el cuento Kumarettan Parayatha Katha de Raghunath Paleri. También escribió el guion. Sathyan Anthikkad hizo un cambio de género con Pingami, quien generalmente era conocido por hacer dramas familiares cómicos.

## Música
La película presenta canciones compuestas por Johnson y escritas por Kaithapram.

| N.º | Título                       | Cantante(s)                    | Duración |  |
| 1.  | «Themmaadikkaatte Ninnaatte» | K. J. Yesudas, M. G. Sreekumar |          |  |
| 2.  | «Vennilavo»                  | K. S. Chithra                  |          |  |

## Lanzamiento
La película se estrenó el 27 de mayo de 1994.

## Recepción

### Taquilla
Fue un éxito promedio en la taquilla.

### Respuesta de la crítica
Tras su estreno, la película recibió críticas mixtas. Sin embargo, la recepción moderna ha sido más positiva.